# Бабій Олексій Михайлович
Олексі́й Миха́йлович Бабі́й, або Олекса Бабій, псевдоніми «Арієць», «Білий» (також мав прибране прізвище «Андрій Левчук»; 11 вересня 1909, с. Жизномир — 18 липня 1944) — активний член мельниківської фракції ОУН.

## Життєпис
Олекса Бабій народився 11 вересня 1909 року в с. Жизномирі Бучацького повіту коронного краю Королівство Галичини та Володимирії Австро-Угорської монархії (нині у складі Бучацької міської громади Тернопільської области, Україна).
Навчався в Бучацькій гімназії[джерело?], закінчив учительську семінарію в Чорткові.
У 1928 році в Жизномирі створили осередок руханкового пожежного товариства «Луг», секретарем якого став Олекса Бабій. Однорічну військову службу відбував у польській артилерії.
З 1930-х — член ОУН, арештований поліцією. Щоб уникнути переслідувань, емігрував до Парижа (Франція), працював у часописі «Українське слово». Влітку 1941 р. був учасником похідних груп ОУН(м) на Полтавщині та Харківщині. 
В 1941 році Бабій - співробітник зондеркоманди 4А Айнзацгрупи С, яка брала участь, зокрема, у масовому винищенні євреїв у Бабиному Ярі 29 - 30 вересня 1941 року в Києві. Його особиста участь у діях групи не підтверджена, на думку історика Юрія Радченка: «Невідомо докладно чим Бабій займався в період підготовки та проведення розстрілів у Бабиному Яру 29-30 вересня».. 
В 1942 року вдалося уникнути розстрілу гестапо під м. Кременчук Полтавської області. Перейшов на нелегальне становище. З 01.1943 р. бойовий ком. ОУН(м), здійснив вдалий напад на Дубенську в'язницю. К-р загонів ОУН(м) на Кременеччині та у Володимир-Волинському р-ні Волинської обл.
У квітні 1943 р. за наказом Проводу ОУН(м) Олексій Бабій вступив до Галицької стрілецької дивізії СС, що пізніше отримала назву 14-та гренадерська дивізія Ваффен СС «Галичина», пройшов старшинський вишкіл. 18 липня 1944 року загинув під час битви під Бродами.
Похований біля села Гута-Пеняцька Бродівського р-ну Львівської області.

## Вшанування
На честь 110 - річниці Олекси Бабія в його рідним селі Жизномир Тернопольскої області на бібліотеці була встановлена меморіальна дошка.